# Scaptia chekiangensis
Scaptia chekiangensis är en tvåvingeart som först beskrevs av Ouchi 1939.  Scaptia chekiangensis ingår i släktet Scaptia och familjen bromsar. Inga underarter finns listade i Catalogue of Life.